# Contea di Echols
La contea di Echols (in inglese Echols County) è una contea dello Stato della Georgia, negli Stati Uniti. La popolazione al censimento del 2000 era di 3 754 abitanti. Il capoluogo di contea è Statenville.